# Kraftwerk Litoral de Almería
Das Kraftwerk Litoral de Almería bzw. Kraftwerk Carboneras (spanisch Central térmica Litoral de Almería bzw. Central térmica de Carboneras) ist ein Kohlekraftwerk in der Gemeinde Carboneras, Provinz Almería, Spanien.
Die installierte Leistung des Kraftwerks beträgt 1158 MW. Es ist im Besitz von Endesa und wird auch von Endesa betrieben. Das Kraftwerk ging 1985 mit dem ersten Block in Betrieb. Endesa hat Ende 2019 beantragt, das Kraftwerk stillzulegen. Die Stilllegung erfolgte am 16. Dezember 2021.

## Kraftwerksblöcke
Das Kraftwerk besteht aus zwei Blöcken, die 1985 und 1997 in Betrieb gingen. Die folgende Tabelle gibt einen Überblick:
| Block | Max. Leistung (MW) | Betriebsbeginn | Turbine | Generator | Dampfkessel      |
| ----- | ------------------ | -------------- | ------- | --------- | ---------------- |
| 1     | 579                | 1985           | GE      |           | Babcock & Wilcox |
| 2     | 579                | 1997           | GE      |           | ABB              |

Die Jahreserzeugung lag 2007 bei 8,485 Mrd. kWh.